# Frühherbst in Badenweiler
Frühherbst in Badenweiler ist ein Roman von Gabriele Wohmann, der 1978 bei Luchterhand in Darmstadt erschien.

Der Text wurde 1980 von Theodor Duquesnoy ins Niederländische (Nazomer in Badenweiler), 1981 von Karin Löfdahl ins Schwedische (Tidig höst i Badenweiler) und 1984 von Ralica Abraševa ins Bulgarische (Ranna essen v Badenvajler) übertragen. 

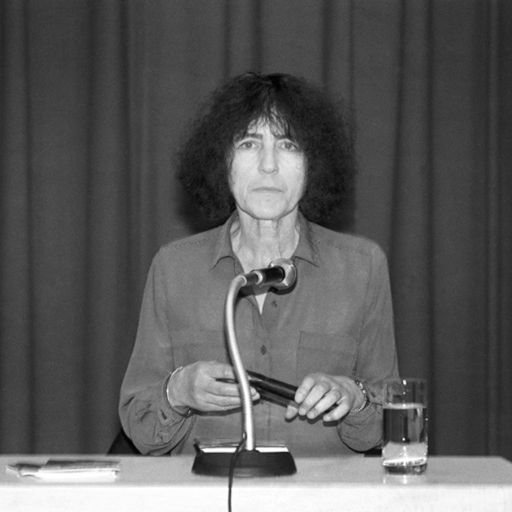
Gabriele Wohmann (1992)

## Überblick
Der Komponist und Musikpädagoge Hubert Frey, der gelegentlich auch einmal malt oder schreibt, möchte im September 1977 zur Kur im historischen Park-Hotel in Badenweiler eine Schaffenskrise überwinden. Zudem wird der erst reichlich vierzigjährige hypochondrische Gelegenheitsraucher – den Gabriele Wohmann einen Primärmenschen nennt – inmitten älterer Kurgäste dort im badischen Schwarzwald von hysterischer Todesangst heimgesucht. Frey gestattet sich als Künstler sowohl eine Phobie als auch eine Klaustrophobie. Er will sich in Badenweiler keineswegs erholen, sondern wartet, in dem alten Markgrafenbad von der Rheinebene zu den Vogesen hinüberblickend, auf den seelischen Zusammenbruch.

## Inhalt
Den Künstler Frey beschäftigt der Tod Tschechows in Badenweiler. Im Gegensatz zu dem beschämenden Zimmer des bedeutenden Russen seinerzeit kann sich Frey heutzutage ein Zimmer der obersten Preisklasse leisten. Conrad Aiken in Badenweiler wird zum nächsten Thema der Freyschen Huldigungen. Allerdings stellt sich schließlich heraus, Frey hat Aiken mit Stephen Crane verwechselt. Der spazierende Kurgast Frey hält sich in der Bewunderung des Moestschen Standbildes Friedrich I. am Wege zurück, denn der Großherzog sei über Gebühr verehrt worden.
Der Künstler Frey, dem „wichtige Kritiker kammermusikalische Askese“ und das Hervorzaubern psychoanalytischer Klangwelten bescheinigen, konstatiert, Musik hat etwas mit dem Gefühl und nichts mit dem Verstand zu tun. Man könne sich als Musiker – so der Schubert-verhexte Frey – dem Komponisten Schubert unmöglich mit einem logischen Konstrukt wie gesprochener Sprache nähern. Auch das Heitere habe in der Musik keinen Platz.
Verheiratet, aber mit Scheidungsabsicht, hat sich Frey von seiner ziemlich selbständigen berlinernden Frau Selma auseinandergelebt. Bis auf den ausbleibenden Geschlechtsverkehr stimmt in dieser Ehe mit der umtriebigen Feature-Produzentin noch alles. Auf ihren dienstlichen Reisen macht die 41-jährige freiberufliche Interviewerin Selma – eine notorische Kettenraucherin – immer einmal einen Abstecher nach Badenweiler. Vor der lebenstüchtigen – weil arbeitsamen – Selma hatte in Freys Liebesleben Almut eine Rolle gespielt. Zu seiner in der benachbarten Schweiz mit dem Psychologen Florian verheiratet lebenden Schwester Cilli hat sich der Künstler Frey ein besonders inniges Verhältnis aus der gemeinsam verlebten Kindheit ins Erwachsenenalter hinübergerettet. Vom jüngsten Bruder Freys – einem levantinischen Typ – ist mitunter noch die Rede. Die Familie ist hugenottischer Abstammung. Freys Vater – in jüngeren Jahren ein Radikaler – ist verstorben.
Frey, auf die Überwindung seiner Krise bedacht, möchte einen Essay mit dem Gleichnis von uninteressanter Gegend und beruhigter Seele verfassen. Die Idee nimmt er aus dem Brief Goethes vom 6. September 1780 an Charlotte von Stein.
Gabriele Wohmann gelingt ein halbwegs optimistischer Romanschluss. Nach vier Wochen Badenweiler begegnet Frey zum ersten Mal einem Kinde. Und kurz vor der Abreise fühlt sich der Kurgast auf einmal „eigenartig kräftig... unanfechtbar, gesundheitlich stabil.“

## Zitat
- Was ist „Kritik? Ein betriebsames Hundegebläff,...“[3]

## Werke des fiktiven Komponisten Hubert Frey
- Sonate c-Moll
- Concerto grosso in sechs Sätzen
- Missa Risponsa
- Risponso, Trilogie
- an Dich, Lied
- Einzug der Nymphen

- Die Musik zu Jonny The King – Auftraggeber ist ein gewisser Filmemacher Ruffo – kommt nicht zustande.
- Cilli und Florian warten auf Freys Quintett.
- Die Dialoge für Klarinette legt Frey ad acta.

## Form
Die Struktur ist durch und durch episodisch. Es seien in dem Zusammenhang zwei lesenswerte Begegnungen des Kassenpatienten Frey mit sympathischen Frauen in Badenweiler genannt. Da ist erstens die Visite bei der etwa gleichaltrigen stämmigen Orthopädin Dr. Schliemann und zweitens der Einkauf bei der blutjungen, nicht auf den Kopf gefallenen Buchhändlerin.
Gabriele Wohmann spielt gern mit dem Leser. Hingewiesen sei nur auf die romanglobal durchgehaltene, oben erwähnte Aiken-Story, die vergnügliche Wendung vom mit dem Bein hantierenden Busfahrer und auf den Pleonasmus vom konkav abnehmenden Mond. 

## Rezeption
- 1. September 1978, Jürgen Lodemann in der Zeit: Noch eine Eule nach Athen: Die Autorin wiederhole Dargestelltes und verstecke ihren „Grund zur Aufregung“ hinter „Verquer-Wehleidigem“.
- 9. September 1978 in der FAZ: Wohmann, Gabriele: Frühherbst in Badenweiler: Der Rezensent verbreitet sich über Misslungenes, lobt aber die Form: „Die Erzählperspektive ist streng durchgehalten: alles wird mit und durch Hubert Frey erlebt.“
- 9. Oktober 1978, Wolfgang Hildesheimer im Spiegel: Huberts Wehleiden: Zwar wird die Autorin als Vielschreiberin hingestellt, doch der bravouröse Romanschluss – Frey begegnet in seinem komfortablen Hotelzimmer einer winzigen Maus – versöhnt den Rezensenten.
- Häntzschel[4] entdeckt ironische Sichtweise und vermisst Handlung. Dafür entschädigt werde der Leser jedoch durch sprachliche Konstrukte und dicht geschriebene Episoden.
- Der Mitarbeiter in Barners Literaturgeschichte übergeht den Roman mit dem Hinweis auf seine Monotonie.[5]
- 2. Februar 2011, in der Badischen Zeitung: Eine erhebende, angenehme Langeweile: Zitiert wird unter anderen Gabriele Wohmann über den Kurpark Badenweiler: „Die Bäume sind mir lieb, allein schon als Schattenvermittler und Ruhespender. Sie sind wirksam gegen Nervositäten und Aufgeregtheiten. Die Leute wollen leider sonst ja kaum Bäume, schrecklich! Alles schreit nach Licht. Hell soll es sein, klar und kahl. In Badenweiler war es anders, verwunschen, angenehm wattiert.“

### Erstausgabe
- Frühherbst in Badenweiler. Roman. Luchterhand, Darmstadt 1978, 265 Seiten, ISBN 3-472-86467-2

### Verwendete Ausgabe
- Frühherbst in Badenweiler. Roman. Mit einem Nachsatz von Wolfgang Kröber. Aufbau-Verlag, Berlin 1979, 242 Seiten, ohne ISBN

### Sekundärliteratur
- Günter Häntzschel, Jürgen Michael Benz, Rüdiger Bolz, Dagmar Ulbricht: Gabriele Wohmann. Verlag C. H. Beck, Verlag edition text + kritik, München 1982, Autorenbücher Bd. 30, 166 Seiten, ISBN 3-406-08691-8
- Wilfried Barner (Hrsg.): Geschichte der deutschen Literatur. Band 12: Geschichte der deutschen Literatur von 1945 bis zur Gegenwart. Beck, München 1994, 1116 Seiten, ISBN 3-406-38660-1